# Dressed to Kill Tour (Cher)
Dressed To Kill Tour – szósta solowa trasa koncertowa amerykańskiej piosenkarki Cher, promująca jej dwudziesty piąty album Closer to the Truth wydany w 2013. Rozpoczęła się 22 marca 2014 w Phoenix, a zakończyła 11 lipca tego samego roku w San Diego. Trasa zebrała pozytywne recenzje ze strony krytyków, którzy chwalili umiejętności wokalne Cher, stroje sceniczne oraz elementy show.
Po licznych opóźnieniach w planowanym uruchomieniu drugiego etapu tournée, Cher ogłosiła odwołanie ogłoszonych występów ze względów zdrowotnych. Mimo anulowania drugiego etapu, trasa koncertowa zagościła na liście Top 20 Worldwide Tours 2014 Pollstar, zajmując ostatecznie 19. miejsce z wynikiem 55 milionów USD oraz liczbą ponad 600 tysięcy sprzedanych biletów.

## Przebieg koncertu

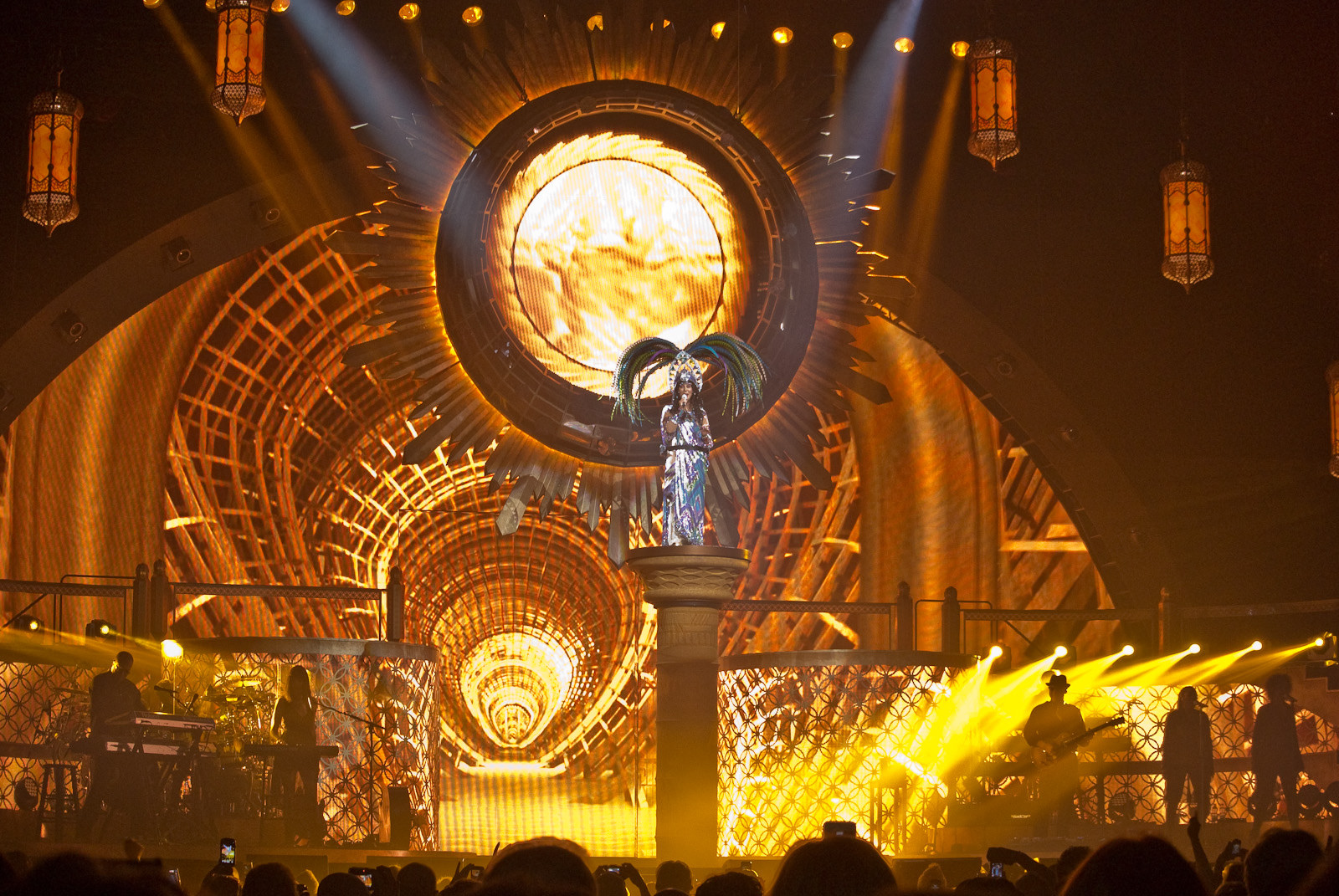
Cher wykonująca utwór „Woman’s World”.

Koncert rozpoczął się od pojawienia się Cher na piedestale w błyszczącej sukni i pierzastym nakryciu głowy, śpiewającej „Woman’s World" w otoczeniu tancerzy oraz chóru, a następnie wykonującej utwór „Strong Enough". Po przywitaniu się z publicznością, pojawiła się na scenie w stroju wampira i zaśpiewała utwór „Dressed To Kill", który zakończył efektownym ugryzienie tancerza w szyję. W międzyczasie pojawiło się interludium, by Cher mogła powrócić i zaśpiewać utwory: "The Beat Goes On" oraz "I Got You Babe"; ten ostatni z materiałem filmowym przedstawiającym jej zmarłego męża Sonny’ego Bono. 

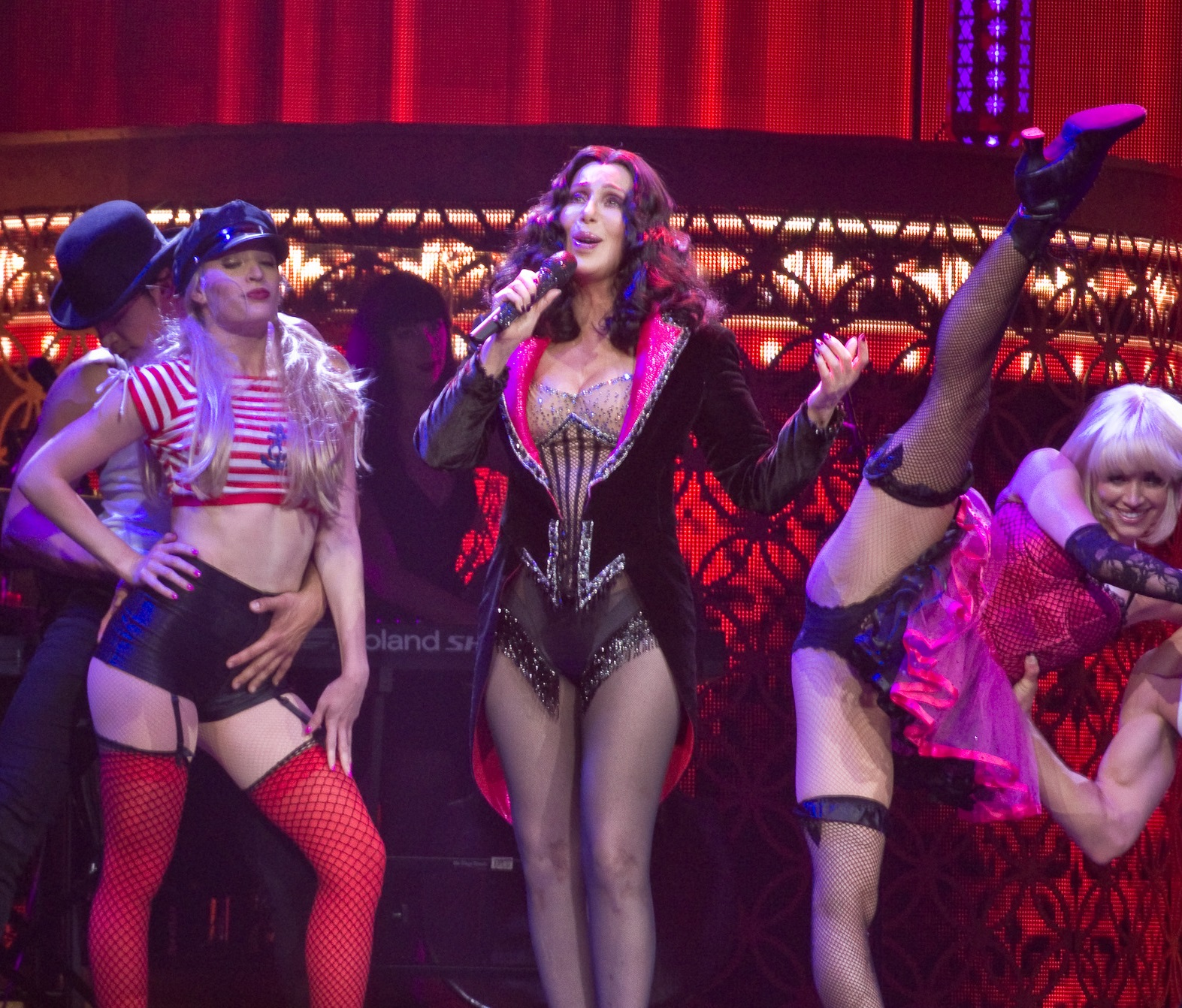
Cher wykonująca utwór „Welcome to Burlesque”.

W trzeciej części koncertu Cher zaśpiewała utwory: „Gypsys, Tramps & Thieves” i „Dark Lady”, po czym włożyła indiański strój z pióropuszem sięgającym ziemi i wykonała „Half-Breed”. Po krótkim przerywniku przedstawiającym role filmowe Cher, pojawiła się na scenie i dziękując za możliwość zagrania w filmie Burleska, zaśpiewała „Welcome To Burlesque” oraz „You Haven’t Seen The Last of Me”.
Akt piąty rozpoczął się wraz z pojawieniem się na scenie złotego konia trojańskiego, z którego wyłoniła się Cher w stroju gladiatora, inspirowanym Heleną Trojańską i zaśpiewała utwór „Take It Like a Man”. Później wykonała utwór „Walking in Memphis”, który jest jej wspomnieniem z momentu, kiedy wraz ze swoją matką zobaczyła Elvisa Presleya na koncercie. Akt szósty zakończył się wykonaniem utworów: „Just Like Jesse James”, „Heart of Stone” oraz „The Shoop Shoop Song (It’s in His Kiss)”.
W ostatnim akcie Cher pojawia się na scenie w prześwitującym czarnym body, by zaśpiewać „I Found Someone” oraz „If I Could Turn Back Time”. Główna część koncertu zakończyła się wykonaniem utworu „Believe”. Wróciła na zmianę kostiumu i powróciła na scenę, by zaśpiewać ostatni utwór „I Hope You Find It”, podczas którego została podniesiona na platformie i przeleciała nad widownią wśród błyszczących świateł.

## Lista utworów
Źródło:

1. „Woman’s World”
2. „Strong Enough”
3. „Dressed to Kill”
4. „The Beat Goes On” (utwór Sonny & Cher)
5. „I Got You Babe”(utwór Sonny & Cher)
6. „Gypsys, Tramps & Thieves”
7. „Dark Lady”
8. „Half-Breed”
9. „Welcome to Burlesque”
10. „You Haven’t Seen the Last of Me”
11. „Take It Like a Man”
12. „Walking in Memphis”
13. „Just Like Jesse James”
14. „Heart of Stone”
15. „Just Like Jesse James”
16. „I Found Someone”
17. „If I Could Turn Back Time”
18. „Believe”

Bis:
19. „I Hope You Find It”
Podczas pierwszego koncertu Cher wykonała utwór The Shoop Shoop Song (It’s in His Kiss).

## Lista koncertów
| Data             | Miasto            | Kraj              | Miejsce                              | Support                  | Frekwencja               | Przychód ($)     |
| Ameryka Północna | Ameryka Północna  | Ameryka Północna  | Ameryka Północna                     | Ameryka Północna         | Ameryka Północna         | Ameryka Północna |
| ---------------- | ----------------- | ----------------- | ------------------------------------ | ------------------------ | ------------------------ | ---------------- |
| 22 marca 2014    | Phoenix           | Stany Zjednoczone | US Airways Center                    | Pat Benatar Neil Giraldo | 13 297 / 13 297          | 1 054 324        |
| 24 marca 2014    | Houston           | Stany Zjednoczone | Toyota Center                        | Pat Benatar Neil Giraldo | 11 641 / 11 641          | 1 271 089        |
| 26 marca 2014    | Dallas            | Stany Zjednoczone | American Airlines Center             | Pat Benatar Neil Giraldo | 12 682 / 12 682          | 1 326 801        |
| 28 marca 2014    | North Little Rock | Stany Zjednoczone | Verizon Arena                        | Pat Benatar Neil Giraldo | 12 119 / 12 119          | 762 902          |
| 29 marca 2014    | Tulsa             | Stany Zjednoczone | BOK Center                           | Pat Benatar Neil Giraldo | 11 900 / 11 900          | 862 905          |
| 31 marca 2014    | Nashville         | Stany Zjednoczone | Bridgestone Arena                    | Pat Benatar Neil Giraldo | 12 977 / 12 977          | 1 220 667        |
| 2 kwietnia 2014  | Pittsburgh        | Stany Zjednoczone | Consol Energy Center                 | Pat Benatar Neil Giraldo | 13 386 / 13 386          | 1 227 856        |
| 4 kwietnia 2014  | Washington D.C.   | Stany Zjednoczone | Verizon Center                       | Pat Benatar Neil Giraldo | 12 922 / 12 922          | 1 474 099        |
| 5 kwietnia 2014  | Uncasville        | Stany Zjednoczone | Mohegan Sun Arena                    | Pat Benatar Neil Giraldo | 7 022 / 7 022            | 1 043 005        |
| 7 kwietnia 2014  | Toronto           | Kanada            | Scotiabank Arena                     | Pat Benatar Neil Giraldo | 14 825 / 14 825          | 1 708 070        |
| 9 kwietnia 2014  | Boston            | Stany Zjednoczone | TD Garden                            | Pat Benatar Neil Giraldo | 12 792 / 12 792          | 1 341 828        |
| 11 kwietnia 2014 | Indianapolis      | Stany Zjednoczone | Bankers Life Fieldhouse              | Pat Benatar Neil Giraldo | 12 629 / 12 629          | 931 481          |
| 12 kwietnia 2014 | Detroit           | Stany Zjednoczone | Joe Louis Arena                      | Pat Benatar Neil Giraldo | 14 294 / 14 294          | 1 015 326        |
| 21 kwietnia 2014 | Buffalo           | Stany Zjednoczone | First Niagara Center                 | Cyndi Lauper             | 13 459 / 13 459          | 1 028 751        |
| 25 kwietnia 2014 | Montreal          | Kanada            | Bell Centre                          | Cyndi Lauper             | 10 814 / 10 814          | 926 775          |
| 26 kwietnia 2014 | Ottawa            | Kanada            | Canadian Tire Centre                 | Cyndi Lauper             | 12 059 / 12 059          | 946 354          |
| 28 kwietnia 2014 | Filadelfia        | Stany Zjednoczone | Wells Fargo Center                   | Cyndi Lauper             | 13 249 / 13 249          | 1 570 731        |
| 30 kwietnia 2014 | Columbus          | Stany Zjednoczone | Nationwide Arena                     | Cyndi Lauper             | 13 358 / 13 358          | 1 097 955        |
| 2 maja 2014      | Cleveland         | Stany Zjednoczone | Quicken Loans Arena                  | Cyndi Lauper             | 14 527 / 14 527          | 1 029 947        |
| 5 maja 2014      | Charlotte         | Stany Zjednoczone | Time Warner Cable Arena              | Cyndi Lauper             | 11 477 / 11 477          | 776 786          |
| 7 maja 2014      | Raleigh           | Stany Zjednoczone | PNC Arena                            | Cyndi Lauper             | 11 870 / 11 870          | 772 703          |
| 9 maja 2014      | Brooklyn          | Stany Zjednoczone | Barclays Center                      | Cyndi Lauper             | 14 309 / 14 309          | 1 421 594        |
| 10 maja 2014     | East Rutherford   | Stany Zjednoczone | Izod Center                          | Cyndi Lauper             | 14 893 / 14 893          | 1 553 260        |
| 12 maja 2014     | Atlanta           | Stany Zjednoczone | Philips Arena                        | Cyndi Lauper             | 11 337 / 11 337          | 1 088 627        |
| 14 maja 2014     | Jacksonville      | Stany Zjednoczone | Jacksonville Veterans Memorial Arena | Cyndi Lauper             | 10 794 / 10 794          | 868 169          |
| 16 maja 2014     | Orlando           | Stany Zjednoczone | Amway Center                         | Cyndi Lauper             | 12 915 / 12 915          | 1 069 734        |
| 17 maja 2014     | Sunrise           | Stany Zjednoczone | BB&T Center                          | Cyndi Lauper             | 12 178 / 12 178          | 1 348 709        |
| 25 maja 2014     | Las Vegas         | Stany Zjednoczone | MGM Grand Garden Arena               | Cyndi Lauper             | 13 027 / 13 027          | 1 747 641        |
| 28 maja 2014     | Denver            | Stany Zjednoczone | Pepsi Center                         | Cyndi Lauper             | 11 176 / 11 176          | 986 794          |
| 30 maja 2014     | Lincoln           | Stany Zjednoczone | Pinnacle Bank Arena                  | Cyndi Lauper             | 13 165 / 13 165          | 1 189 462        |
| 31 maja 2014     | Kansas City       | Stany Zjednoczone | Sprint Center                        | Cyndi Lauper             | 12 904 / 12 904          | 1 076 528        |
| 2 czerwca 2014   | Louisville        | Stany Zjednoczone | KFC Yum! Center                      | Cyndi Lauper             | 13 838 / 13 838          | 1 171 984        |
| 4 czerwca 2014   | St. Louis         | Stany Zjednoczone | Scottrade Center                     | Cyndi Lauper             | 13 463 / 13 463          | 1 009 214        |
| 6 czerwca 2014   | Milwaukee         | Stany Zjednoczone | BMO Harris Bradley Center            | Cyndi Lauper             | 12 689 / 12 689          | 880 575          |
| 7 czerwca 2014   | Rosemont          | Stany Zjednoczone | Allstate Arena                       | Cyndi Lauper             | 13 375 / 13 375          | 1 453 390        |
| 9 czerwca 2014   | Des Moines        | Stany Zjednoczone | Wells Fargo Arena                    | Cyndi Lauper             | 12 801 / 12 801          | 1 016 530        |
| 11 czerwca 2014  | Minneapolis       | Stany Zjednoczone | Target Center                        | Cyndi Lauper             | 12 196 / 12 196          | 1 049 258        |
| 20 czerwca 2014  | Winnipeg          | Kanada            | MTS Centre                           | Cyndi Lauper             | 11 919 / 11 919          | 1 037 570        |
| 21 czerwca 2014  | Saskatoon         | Kanada            | Credit Union Centre                  | Cyndi Lauper             | 12 874 / 12 874          | 931 947          |
| 23 czerwca 2014  | Edmonton          | Kanada            | Rexall Place                         | Cyndi Lauper             | 13 512 / 13 512          | 1 049 770        |
| 25 czerwca 2014  | Calgary           | Kanada            | Scotiabank Saddledome                | Cyndi Lauper             | 12 795 / 12 795          | 1 141 010        |
| 27 czerwca 2014  | Vancouver         | Kanada            | Rogers Arena                         | Cyndi Lauper             | 13 575 / 13 575          | 1 355 470        |
| 28 czerwca 2014  | Seattle           | Stany Zjednoczone | KeyArena                             | Cyndi Lauper             | 11 644 / 11 644          | 1 160 019        |
| 30 czerwca 2014  | Portland          | Stany Zjednoczone | Moda Center                          | Cyndi Lauper             | 11 962 / 11 962          | 767 846          |
| 2 lipca 2014     | San Jose          | Stany Zjednoczone | SAP Center at San Jose               | Cyndi Lauper             | 12 662 / 12 662          | 1 298 251        |
| 5 lipca 2014     | Ontario           | Stany Zjednoczone | Citizens Business Bank Arena         | Cyndi Lauper             | 8 676 / 8 676            | 855 212          |
| 7 lipca 2014     | Los Angeles       | Stany Zjednoczone | Staples Center                       | Cyndi Lauper             | 12 418 / 12 418          | 1 362 733        |
| 9 lipca 2014     | Anaheim           | Stany Zjednoczone | Honda Center                         | Cyndi Lauper             | 9 790 / 9 790            | 1 021 385        |
| 11 lipca 2014    | San Diego         | Stany Zjednoczone | Valley View Casino Center            | Cyndi Lauper             | 10 227 / 10 227          | 809 019          |
| Łącznie          | Łącznie           | Łącznie           | Łącznie                              | Łącznie                  | 610 413 / 610 413 (100%) | 55 112 056       |

## Odwołane koncerty
| Data              | Miasto          | Kraj              | Miejsce                            | Powód             |
| ----------------- | --------------- | ----------------- | ---------------------------------- | ----------------- |
| 9 listopada 2014  | Lubbock         | Stany Zjednoczone | United Supermarkets Arena          | Infekcja wirusowa |
| 11 listopada 2014 | Austin          | Stany Zjednoczone | Frank Erwin Center                 | Infekcja wirusowa |
| 13 listopada 2014 | Corpus Christi  | Stany Zjednoczone | American Bank Center               | Infekcja wirusowa |
| 15 listopada 2014 | Bossier City    | Stany Zjednoczone | CenturyLink Center                 | Infekcja wirusowa |
| 17 listopada 2014 | Pensacola       | Stany Zjednoczone | Pensacola Civic Center             | Infekcja wirusowa |
| 19 listopada 2014 | Charleston      | Stany Zjednoczone | North Charleston Coliseum          | Infekcja wirusowa |
| 21 listopada 2014 | Richmond        | Stany Zjednoczone | Richmond Coliseum                  | Infekcja wirusowa |
| 23 listopada 2014 | Detroit         | Stany Zjednoczone | The Palace of Auburn Hills         | Infekcja wirusowa |
| 2 grudnia 2014    | Allentown       | Stany Zjednoczone | PPL Center                         | Infekcja wirusowa |
| 4 grudnia 2014    | Albany          | Stany Zjednoczone | Times Union Center                 | Infekcja wirusowa |
| 6 grudnia 2014    | Washington D.C. | Stany Zjednoczone | Verizon Center                     | Infekcja wirusowa |
| 8 grudnia 2014    | Uniondale       | Stany Zjednoczone | Nassau Veterans Memorial Coliseum  | Infekcja wirusowa |
| 10 grudnia 2014   | New York City   | Stany Zjednoczone | Madison Square Garden              | Infekcja wirusowa |
| 12 grudnia 2014   | Newark          | Stany Zjednoczone | Prudential Center                  | Infekcja wirusowa |
| 13 grudnia 2014   | Hartford        | Stany Zjednoczone | XL Center                          | Infekcja wirusowa |
| 15 grudnia 2014   | New York City   | Stany Zjednoczone | Madison Square Garden              | Infekcja wirusowa |
| 5 stycznia 2015   | Manchester      | Stany Zjednoczone | Verizon Wireless Arena             | Infekcja wirusowa |
| 7 stycznia 2015   | Boston          | Stany Zjednoczone | TD Garden                          | Infekcja wirusowa |
| 9 stycznia 2015   | University Park | Stany Zjednoczone | Bryce Jordan Center                | Infekcja wirusowa |
| 11 stycznia 2015  | Grand Rapids    | Stany Zjednoczone | Van Andel Arena                    | Infekcja wirusowa |
| 13 stycznia 2015  | Toronto         | Kanada            | Air Canada Centre                  | Infekcja wirusowa |
| 15 stycznia 2015  | Fort Wayne      | Stany Zjednoczone | Allen County War Memorial Coliseum | Infekcja wirusowa |
| 17 stycznia 2015  | Green Bay       | Stany Zjednoczone | Resch Center                       | Infekcja wirusowa |
| 19 stycznia 2015  | Moline          | Stany Zjednoczone | iWireless Center                   | Infekcja wirusowa |
| 21 stycznia 2015  | Chicago         | Stany Zjednoczone | United Center                      | Infekcja wirusowa |
| 23 stycznia 2015  | Cincinnati      | Stany Zjednoczone | U.S. Bank Arena                    | Infekcja wirusowa |
| 25 stycznia 2015  | Sioux Falls     | Stany Zjednoczone | Denny Sanford PREMIER Center       | Infekcja wirusowa |
| 27 stycznia 2015  | Omaha           | Stany Zjednoczone | CenturyLink Center Omaha           | Infekcja wirusowa |
| 29 stycznia 2015  | Wichita         | Stany Zjednoczone | Intrust Bank Arena                 | Infekcja wirusowa |
| 4 lutego 2015     | Fargo           | Stany Zjednoczone | Fargodome                          | Infekcja wirusowa |